# ژاکلین مایان
ژاکلین مایان (فرانسوی: Jacqueline Maillan‎؛ ۱۱ ژانویه ۱۹۲۳ – ۱۲ مهٔ ۱۹۹۲) بازیگر اهل فرانسه و یکی از بزرگ‌ترین کمدین‌های نسل خود بود به نحوی که به وی لقب «لوئی دوفونس دامن‌پوش» را داده بودند. وی یکی از پیشگامان استندآپ کمدی فرانسه محسوب می‌شود. همسر او «میشل اِمر»، که آهنگساز ادیت پیاف بود، به او کمک کرد تا دوجنس‌گرایی خود را پنهان کند (اگر نه تنها همجنس‌گرایی‌اش) را از عموم مردم پنهان کند، زیرا آنها به عنوان یک «زوج آزاد» زندگی می‌کردند و همجنس‌گرایی در دهه ۱۹۵۰ و ۱۹۶۰ میلادی به شدت مورد تقبیح بود.
از فیلم‌هایی که وی در آنها نقش داشته‌است می‌توان به مانورهای بزرگ اشاره کرد.
وی همچنین برندهٔ جوایزی همچون شوالیه لژیون دونور و نشان هنر و ادب شده‌است.